# Tschudi-Spende
Die Tschudi-Spende ist eine „Stiftung zum dauernden Gedächtnis Hugo von Tschudis“, der 1909–1911 Generaldirektor der staatlichen Bayerischen Gemäldesammlungen war. Sie umfasst Gemälde, Zeichnungen und Plastiken, die heute überwiegend zum Bestand der Münchner Neuen Pinakothek gehören. 
Die Kunstwerke waren teilweise von Tschudi zuvor für seine frühere Wirkungsstätte, die Berliner Nationalgalerie, vorgesehen und von den Mäzenen Eduard Arnhold und Robert von Mendelssohn bereits finanziert. Mit seinem Wechsel nach München kamen die Kunstwerke nach München, ohne das es eine klare Regelung für deren weiteren Verbleib gab. Darüber hinaus hatte er weitere Werke für die Münchner Museen erworben, für die es allerdings noch keine Finanzierung gab. Für die bei Tschudis Tod 1911 in seinem Besitz – nicht jedoch in seinem Eigentum – befindlichen Kunstwerke versuchte sein Mitarbeiter Heinz Braune 1911–1913 in München, Berlin und darüber hinaus Stifter zu finden, damit diese für die Münchner Museen gesichert werden konnten. Arnhold und von Mendelssohn überließen schließlich die von ihnen finanzierten Werke der Witwe Angela von Tschudi, die sie daraufhin in die Tschudi-Stiftung einbrachte. Weitere Stifter für von Tschudi bereits erworbene Werke waren die Pariser Kunsthändler Paul Durand-Ruel, Bernheim-Jeune und Ambroise Vollard sowie die Mäzene Harry Graf Kessler, Marcus Kappel, Alfred Walter Heymel, Hugo Reisinger, Friedrich Wilhelm von Bissing, Oskar Moll, Fritz Bley und Auguste Rodin. Hinzu kamen weitere Kunstwerke, die zur Erinnerung an Tschudi von den Kunstfreunden Theodor von Cramer-Klett, Carl Sternheim, Marcell Nemes, Ludwig Prager, Emy Roth, Paul Durand-Ruel, Alfred Walter Heymel und ungenannten Personen gestiftet wurden.
Mit der Tschudi-Spende gelangten in größerer Zahl Werke französischer Impressionisten und Postimpressionisten in die Neue Pinakothek, die bis dahin fast vor allem der deutschen Kunst des 19. Jahrhunderts gewidmet war. Auch das Gemälde Nature morte au géranium (Stillleben mit Geranien) von Henri Matisse, mit der die Sammlung der heutigen Pinakothek der Moderne überhaupt erst begann, wurde mit Mitteln der Tschudi-Spende erworben. Vor allem Alfred Walter Heymel stiftete neben französischen Werken auch Arbeiten deutscher Künstler, um den Vorwurf der „Ausländerei“ zu entkräften. Die Sammlung der Tschudi-Spende blieb weitestgehend erhalten. Neben dem Tausch bei einigen Werken deutscher Künstler kam es 1940 unter der Leitung des Direktors Ernst Buchner zum Verkauf des Gemäldes Marcusplatz in Venedig von Pierre-Auguste Renoir. Mit dem Erlös des Bildes und fünf weiteren verkauften Werken wurde das Gemälde Hühnerfütterndes Mädchen von Hans Thoma erworben.

## Werke der Tschudi-Spende
| Künstler                        | Titel                                                      | Technik                                 | Entstehung | Inventar                                            | Stifter                       | Bild                            |
| ------------------------------- | ---------------------------------------------------------- | --------------------------------------- | ---------- | --------------------------------------------------- | ----------------------------- | ------------------------------- |
| Pierre Bonnard                  | Dame am Spiegel                                            | Öl auf Leinwand                         | um 1905    | Nr. 8665                                            | Schenkung Arnhold-Mendelssohn |                                 |
| Paul Cézanne                    | Der Bahndurchstich                                         | Öl auf Leinwand                         | um 1870    | Nr. 8646                                            | unbekannt                     |                                 |
| Paul Cézanne                    | Stillleben mit Kommode                                     | Öl auf Leinwand                         | um 1883/87 | Nr. 8647                                            | unbekannt                     |                                 |
| Paul Cézanne                    | Selbstbildnis                                              | Öl auf Leinwand                         | um 1878/80 | Nr. 8648                                            | Schenkung Arnhold-Mendelssohn |                                 |
| Gustave Courbet                 | Durchgehendes Pferd                                        | Öl auf Leinwand                         | 1861       | Nr. 8651                                            | Paul Durand-Ruel              |                                 |
| Gustave Courbet                 | Landschaft bei Maizières                                   | Öl auf Leinwand                         | 1865       | Nr. 8649                                            | Schenkung Arnhold-Mendelssohn |                                 |
| Gustave Courbet                 | Der Politiker Emile Ollivier                               | Öl auf Leinwand                         | um 1860    | Nr. 8650                                            | Schenkung Arnhold-Mendelssohn |                                 |
| Gustave Courbet                 | Apfelstillleben                                            | Öl auf Leinwand                         | 1871       | Nr. 8623                                            | Marcell Nemes                 |                                 |
| Gustave Courbet                 | Bildnis einer Dame                                         | Öl auf Leinwand                         | um 1855    | Nr. 8622                                            | Marcell Nemes                 |                                 |
| Henri Edmond Cross              | Kap Layet                                                  | Öl auf Leinwand                         | um 1904    | Nr. 8657                                            | Schenkung Arnhold-Mendelssohn |                                 |
| Honoré Daumier                  | Das Drama                                                  | Öl auf Leinwand                         | um 1860    | Nr. 8697                                            | Theodor von Cramer-Klett      |                                 |
| Honoré Daumier                  | Don Quijote                                                | Öl auf Leinwand                         | um 1868    | Nr. 8698                                            | Carl Sternheim                |                                 |
| Maurice Denis                   | Gallische Herdengöttin                                     | Öl auf Pappe                            | um 1901    | Nr. 8654                                            | Schenkung Arnhold-Mendelssohn |                                 |
| Maurice Denis                   | Cortona                                                    | Öl auf Pappe                            | 1898       | Nr. 8656                                            | Schenkung Arnhold-Mendelssohn |                                 |
| Maurice Denis                   | Landschaft bei Fiesole                                     | Öl auf Pappe                            | um 1897    | Nr. 8655                                            | Schenkung Arnhold-Mendelssohn |                                 |
| Paul Gauguin                    | Bretonische Bäuerinnen                                     | Öl auf Leinwand                         | 1886       | Nr. 8701                                            | Geschenk Emy Roth             |                                 |
| Paul Gauguin                    | Die Geburt - Te tamari no atua                             | Öl auf Rupfen                           | 1896       | Nr. 8652                                            | Schenkung Arnhold-Mendelssohn |                                 |
| Paul Gauguin                    | Landschaft aus Martinique                                  | Öl auf Leinwand                         | 1887       | Nr. 8653                                            | Schenkung Arnhold-Mendelssohn |                                 |
| Vincent van Gogh                | Blick auf Arles                                            | Öl auf Leinwand                         | 1889       | Nr. 8671                                            | unbekannt                     |                                 |
| Vincent van Gogh                | Sonnenblumen                                               | Öl auf Leinwand                         | 1888       | Nr. 8672                                            | unbekannt                     |                                 |
| Vincent van Gogh                | Weizenfeld mit aufgehender Sonne                           | Schwarze Kreide, Rohrfeder in Braun     | 1889       | Nr. 44336 Z                                         | Schenkung Arnhold-Mendelssohn |                                 |
| Vincent van Gogh                | Ansicht von Arles an der Rhône                             | Graphit, Rohrfeder in Braun             | um 1888    | Nr. 44329 Z                                         | Schenkung Arnhold-Mendelssohn |                                 |
| Vincent van Gogh                | Fabrik am Roubine du Roi, Nähe von Arles                   | Graphit, Rohrfeder in Braun             | um 1888    | Nr. 44330 Z                                         | Schenkung Arnhold-Mendelssohn |                                 |
| Charles-François-Prosper Guérin | Badende Mädchen                                            | Öl auf Leinwand                         | vor 1913   | Nr. 8703                                            | Alfred Walter Heymel          |                                 |
| Armand Guillaumin               | Gebirgige Landschaft                                       | Öl auf Leinwand                         | um 1895    | Nr. 8700                                            | Ludwig Prager                 |                                 |
| Ferdinand Hodler                | Jenenser Student                                           | Öl auf Leinwand                         | 1908       | Nr. 8643                                            | Friedrich Wilhelm von Bissing |                                 |
| Konrad von Kardorff             | Porträt des Herrn von Salzmann                             | Öl auf Leinwand                         | 1910       | Nr. 8704                                            | Alfred Walter Heymel          |                                 |
| Maximilien Luce                 | Seinequai in Paris                                         | Öl auf Leinwand                         | 1899       | Nr. 8668                                            | Harry Graf Kessler            |                                 |
| Aristide Maillol                | Der Radrennfahrer                                          | Bronze                                  | 1907/08    | Nr. B 53                                            | Schenkung Arnhold-Mendelssohn |                                 |
| Aristide Maillol                | Büste der Frau M. Denis                                    | Terrakotta                              | um 1907    | Nr. B 54                                            | Schenkung Arnhold-Mendelssohn | Bild fehlt                      |
| Aristide Maillol                | Der Maler Auguste Renoir                                   | Terrakotta                              | 1908       | Nr. B 59                                            | Ambroise Vollard              |                                 |
| Édouard Manet                   | Die Barke                                                  | Öl auf Leinwand                         | 1874       | Nr. 8759                                            | Museumsankauf                 |                                 |
| Édouard Manet                   | Le Déjeuner                                                | Öl auf Leinwand                         | 1868       | Nr. 8638                                            | Georg Ernst Schmidt-Reißig    |                                 |
| Édouard Manet                   | Weiblicher Studienkopf                                     | Pinsel in schwarzer Tinte               | 1880       | Nr. 44470 Z                                         | Schenkung Arnhold-Mendelssohn |                                 |
| Édouard Manet                   | Zwei weibliche Portraitstudien                             | Pinsel in schwarzer Tinte               | 1880       | Nr. 44471 Z                                         | Schenkung Arnhold-Mendelssohn |                                 |
| Henri Matisse                   | Nature morte au géranium                                   | Öl auf Leinwand                         | 1910       | Nr. 8669                                            | Marcus Kappel                 | Bild urheberrechtlich geschützt |
| Henri Matisse                   | Der Sklave                                                 | Bronze                                  | um 1905    | Nr. B 60                                            | unbekannt                     | Bild urheberrechtlich geschützt |
| Ernst Matthes                   | Atelier des Bildhauers Rodin                               | unbekannt                               | unbekannt  | unbekannt                                           | Alfred Walter Heymel          | Bild fehlt                      |
| Georges Michel                  | Landschaft                                                 | Öl auf Leinwand                         | um 1810    | Nr. 8670                                            | Hugo Reisinger                |                                 |
| George Minne                    | Zwei Knaben in einem Boot                                  | Bronze                                  | 1898       | Nr. B 56                                            | Alfred Walter Heymel          |                                 |
| George Minne                    | Knabe mit Reh                                              | Bronze                                  | vor 1912   | Nr. B 57                                            | Alfred Walter Heymel          |                                 |
| George Minne                    | Jacques Francquaert                                        | Marmor                                  | 1901       | Nr. B 55                                            | Schenkung Arnhold-Mendelssohn |                                 |
| Oskar Moll                      | Landschaft                                                 | unbekannt                               | unbekannt  | 1929 beim Künstler getauscht                        | unbekannt                     | Bild fehlt                      |
| Claude Monet                    | Seinebrücke von Argenteuil                                 | Öl auf Leinwand                         | 1874       | Nr. 8642                                            | Schenkung Arnhold-Mendelssohn |                                 |
| Camille Pissarro                | Straße in Upper Norwood                                    | Öl auf Leinwand                         | 1871       | Nr. 8699                                            | Ludwig Prager                 |                                 |
| Hans Purrmann                   | Palme und Häuser in Ajaccio                                | Öl auf Leinwand                         | 1912       | Nr. 8674                                            | Oskar Moll                    | Bild urheberrechtlich geschützt |
| Pierre-Auguste Renoir           | Junge Dame in Schwarz                                      | Öl auf Leinwand                         | 1876       | Nr. 8644                                            | unbekannt                     |                                 |
| Pierre-Auguste Renoir           | Marcusplatz in Venedig                                     | Öl auf Leinwand                         | 1881       | 1940 verkauft, heute Minneapolis Institute of Art   | unbekannt                     |                                 |
| Pierre-Auguste Renoir           | Die Gärten von Montmartre mit Blick auf Sacré-Coeur im Bau | Öl auf Leinwand                         | 1896       | Nr. 8880                                            | August Liebmann Mayer         |                                 |
| Pierre-Auguste Renoir           | Bildnis des Herrn Bernard im Profil                        | Öl auf Leinwand                         | um 1880    | Nr. 8702                                            | Paul Durand-Ruel              |                                 |
| Auguste Rodin                   | Der Komponist Gustav Mahler                                | Bronze                                  | 1909       | Nr. B 52                                            | unbekannt                     |                                 |
| Auguste Rodin                   | Kauernde                                                   | Bronze                                  | um 1880/82 | Nr. B 58                                            | unbekannt                     |                                 |
| Auguste Rodin                   | Mädchenakt                                                 | Bleistift, Aquarell                     | unbekannt  | Nr. 44487 Z                                         | Auguste Rodin                 |                                 |
| Auguste Rodin                   | Männliches Bildnis                                         | Bleistift, Aquarell                     | 1906       | Nr. 44488 Z                                         | Auguste Rodin                 |                                 |
| Auguste Rodin                   | Zwei weibliche Akte (Motiv der Frauenfreundinnen)          | Bleistift, Aquarell                     | 1906       | Nr. 44489 Z                                         | Auguste Rodin                 |                                 |
| Théo van Rysselberghe           | Springbrunnen im Park von Sanssouci bei Potsdam            | Öl auf Leinwand                         | 1903       | Nr. 8662                                            | Schenkung Arnhold-Mendelssohn |                                 |
| Théo van Rysselberghe           | Tänzerin                                                   | Bleistift und Pastellkreiden auf Papier | 1886       | Nr. 8673                                            | Fritz Bley                    |                                 |
| Paul Signac                     | Die Seine bei Samois (Studie)                              | Öl auf Pappe                            | 1899       | Nr. 8658                                            | Schenkung Arnhold-Mendelssohn |                                 |
| Paul Signac                     | Die Seine bei Samois (Studie)                              | Öl auf Pappe                            | 1899       | Nr. 8659                                            | Schenkung Arnhold-Mendelssohn |                                 |
| Paul Signac                     | Die Seine bei Samois (Studie)                              | Öl auf Pappe                            | 1899       | Nr. 8660                                            | Schenkung Arnhold-Mendelssohn |                                 |
| Paul Signac                     | Die Seine bei Samois (Studie)                              | Öl auf Pappe                            | 1899       | Nr. 8661                                            | Schenkung Arnhold-Mendelssohn |                                 |
| Rudolf Tewes                    | Dame mit Gitarre                                           | unbekannt                               | unbekannt  | 1950 gegen ein anderes Werk des Künstlers getauscht | Alfred Walter Heymel          | Bild fehlt                      |
| Henri de Toulouse-Lautrec       | Bildnis eines Herrn (Georges de Villéchenon)               | Öl auf Leinwand                         | 1900/01    | Nr. 8667                                            | Alfred Walter Heymel          |                                 |
| Henri de Toulouse-Lautrec       | Frau im Sessel                                             | Öl auf Karton                           | um 1897    | Nr. 8666                                            | Schenkung Arnhold-Mendelssohn |                                 |
| Édouard Vuillard                | Interieur mit Frau                                         | Öl auf Pappe                            | um 1905    | Nr. 8663                                            | Schenkung Arnhold-Mendelssohn |                                 |
| Édouard Vuillard                | Das Speisezimmer                                           | Öl auf Pappe                            | um 1902    | Nr. 8664                                            | Bernheim-Jeune                |                                 |